# 中港城

中港城標誌

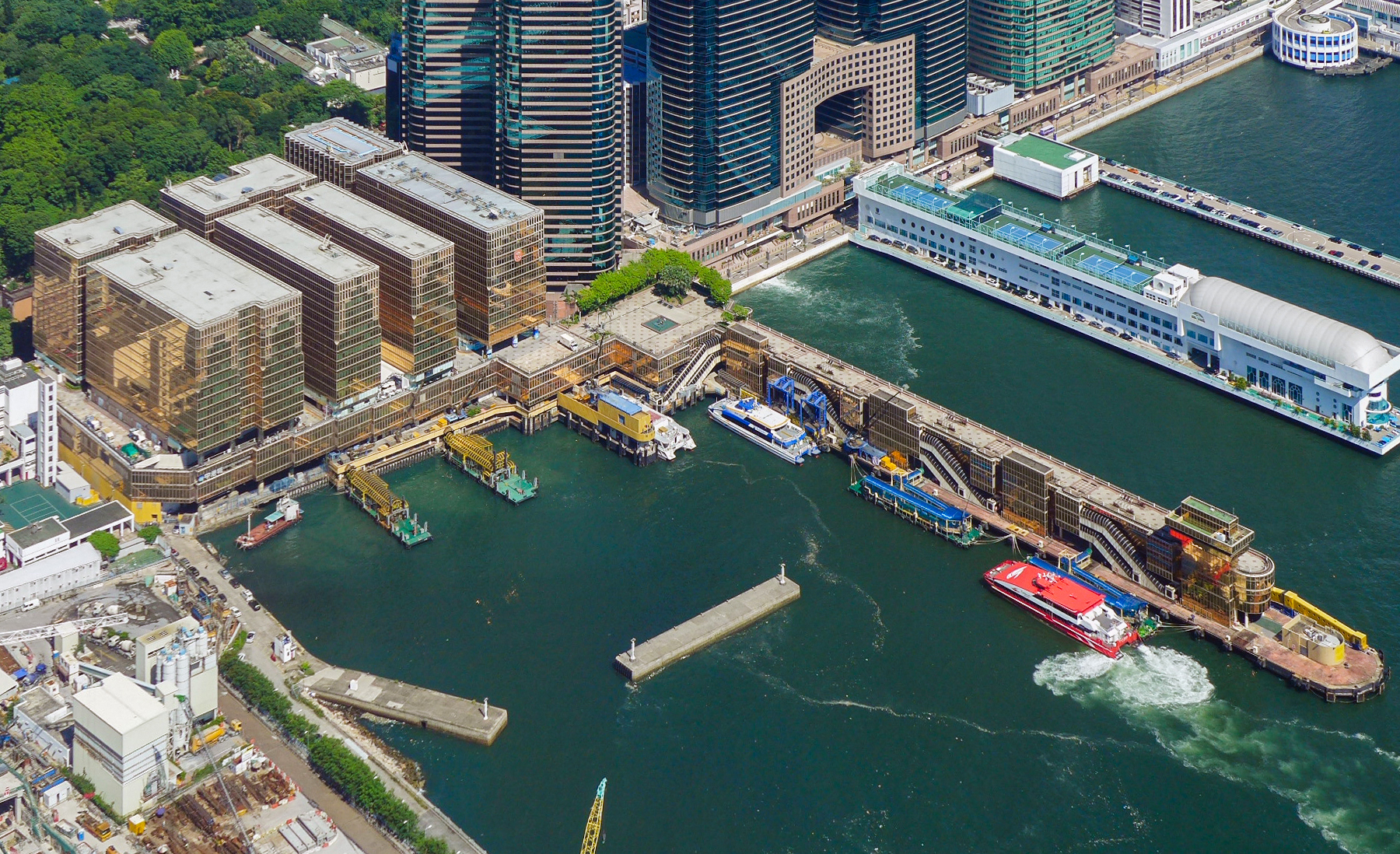
中港城及中國客運碼頭北面

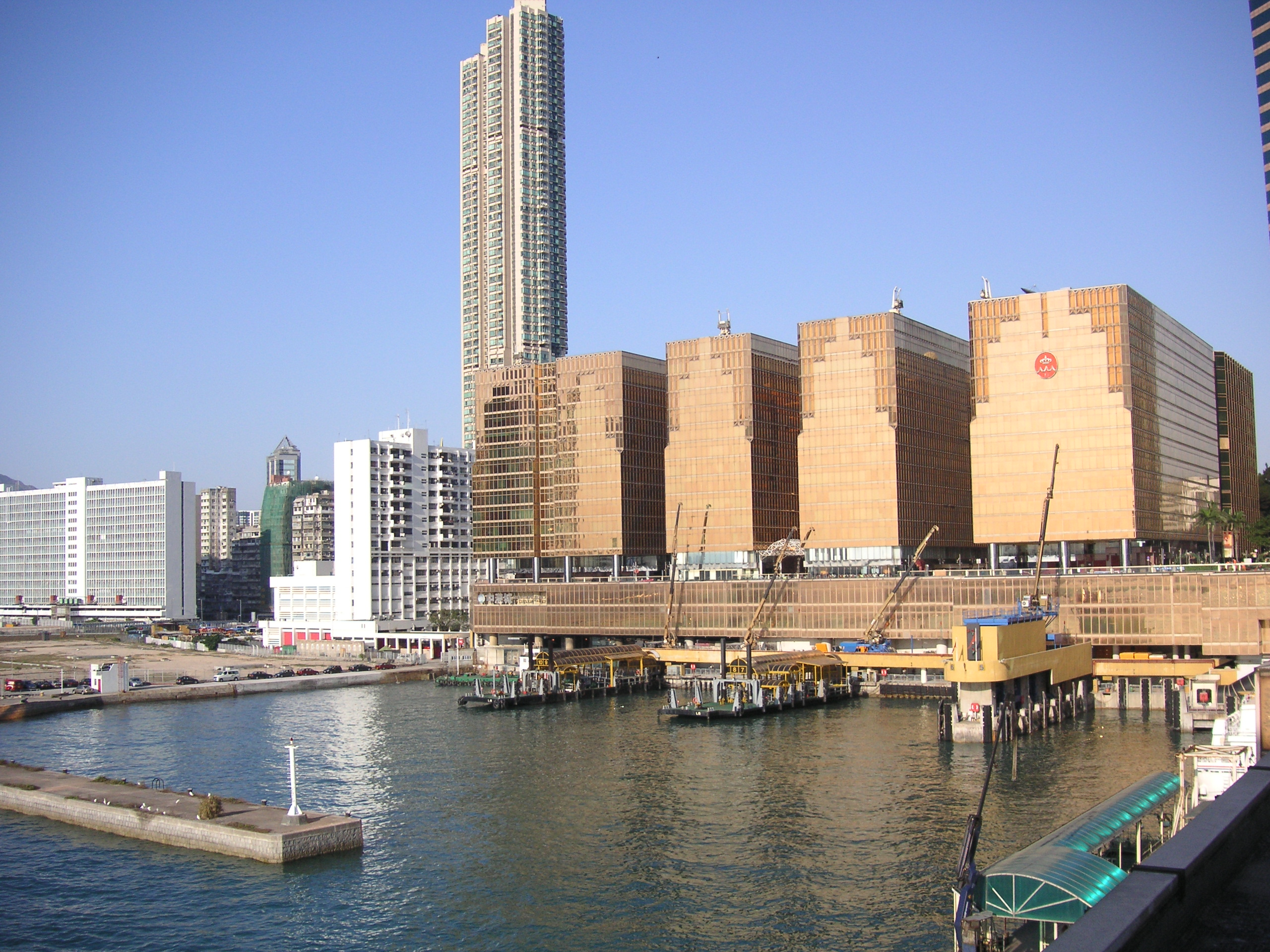
近攝中港城及客運碼頭東北面

22°18′02″N 114°10′04″E / 22.300448°N 114.167912°E
中港城（英語：China Hong Kong City）位於香港九龍尖沙咀廣東道33號，是一項綜合性物業，於1988年落成啟用，其獨特的金色幕牆及中國客運碼頭及旅客設施，令它在當時享有「通往中國的黃金之門」的美譽；並且榮獲健力士世界紀錄大全最大的金色玻璃幕牆建築物。中港城包括五座海景高智能寬頻主幹寫字摟、購物商場、皇家太平洋酒店、中國客運碼頭、巴士和的士總站及大型停車場。中港城臨近九龍公園，主要的交通工具均能直達中港城，步行往來天星碼頭和尖沙咀站、柯士甸站只需數分鐘。

## 特色
中港城商場內曾開設不同知名時裝品牌的特賣場如：GEOX Outlet、Marathon Sport Outlet、J Journey Outlet、BeLLE Outlet、ALDO Outlet、Catalog Outlet、Esprit Outlet、ISA Outlet等。到2021年3月，商場2樓更開設佔地近1萬平方呎的「合味道紀念館香港」，入場人士可自製屬於自己的杯麵。。
然而中港城商場規模上則遠遠不及毗鄰的海港城及圓方，人流亦較疏落。2020年至2023年疫情期間很多店舖結業。在後疫情時代商戶的組合改變，多了如Kids Kids Car（室內遊樂場）和景品捕屋（娃娃機）等合家歡店舖。
2025年2月，場內2樓開設淘宝在香港首间傢俬用品实体店Papahome，佔地2.5萬呎。同年6月，本地鑽石珠寶商人沈運龍的古珀行在商場地面和1樓開設全亞洲第一間鑽石藝術博物館。

## 圖集

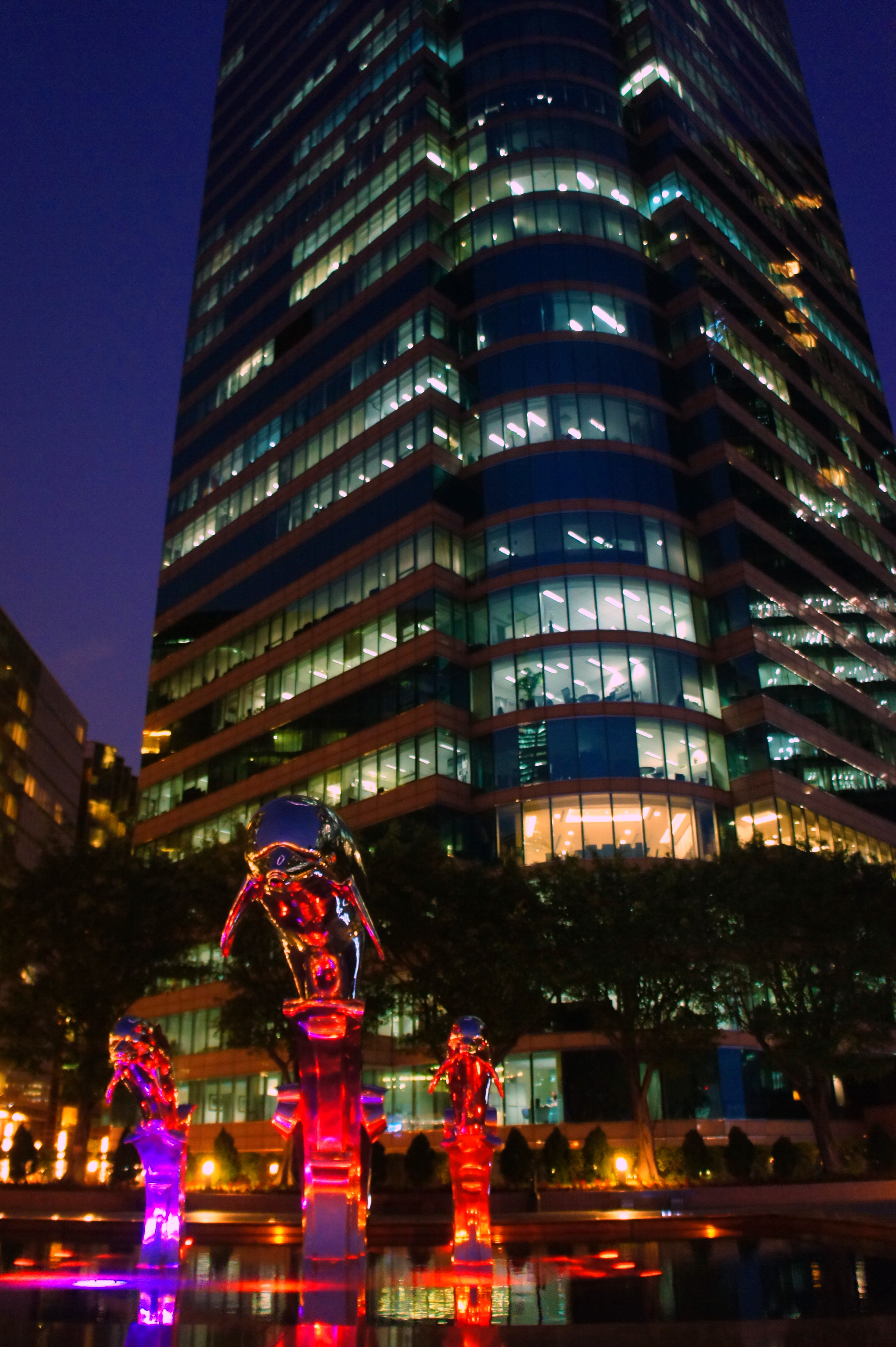
中港城海豚池平台花園，後方建築物為港威大廈。

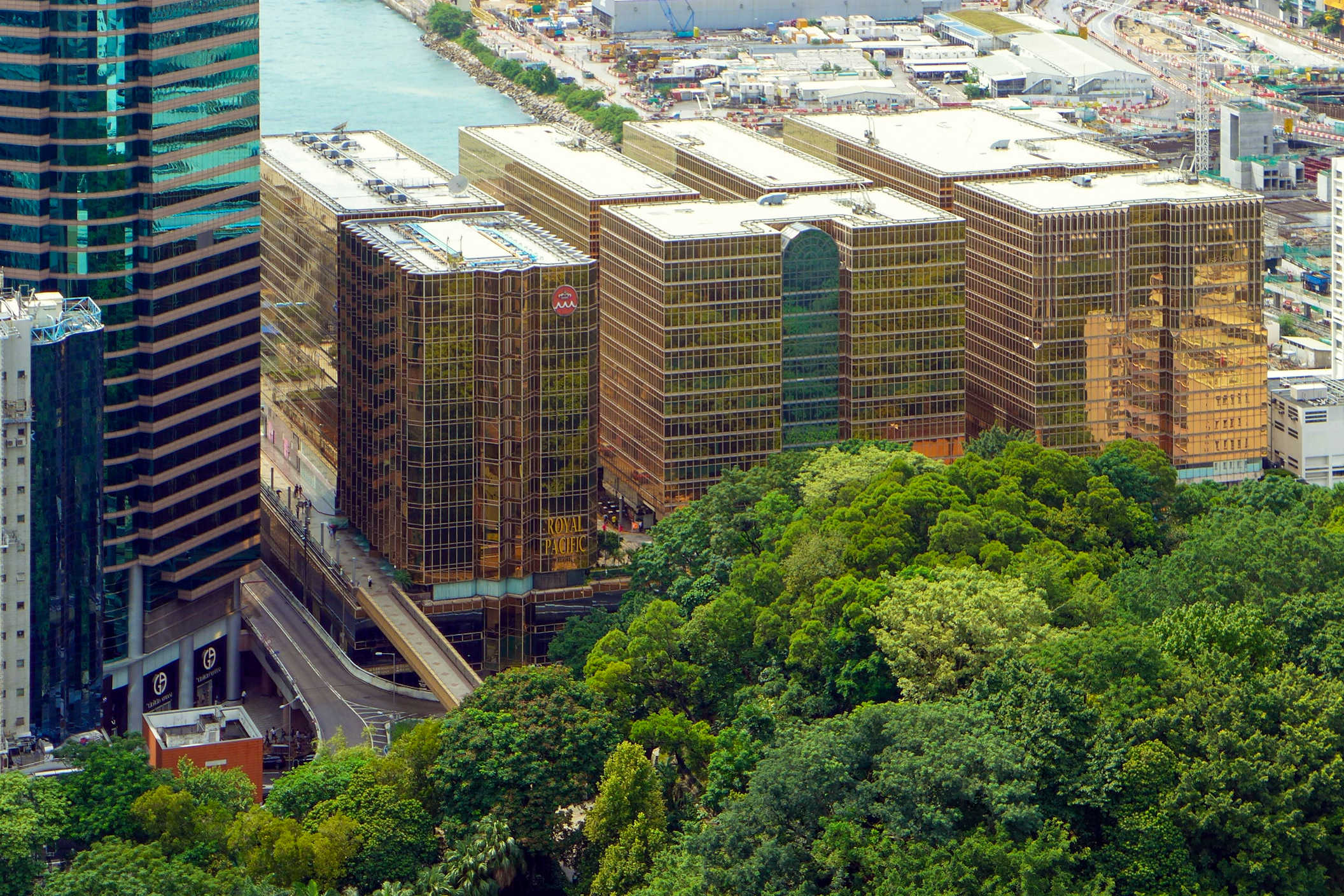
皇家太平洋酒店（左）及中港城
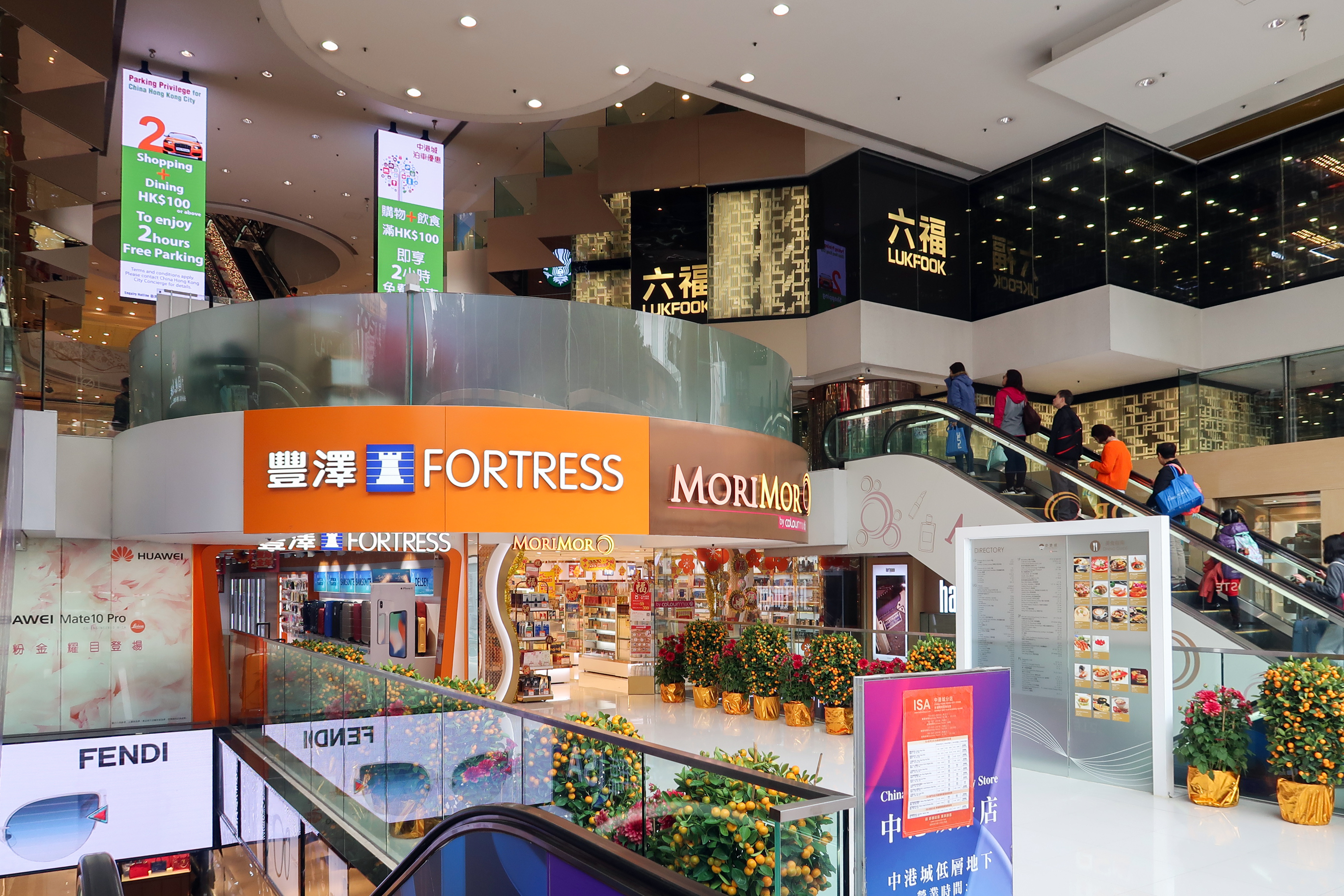
中港城商場入口中庭
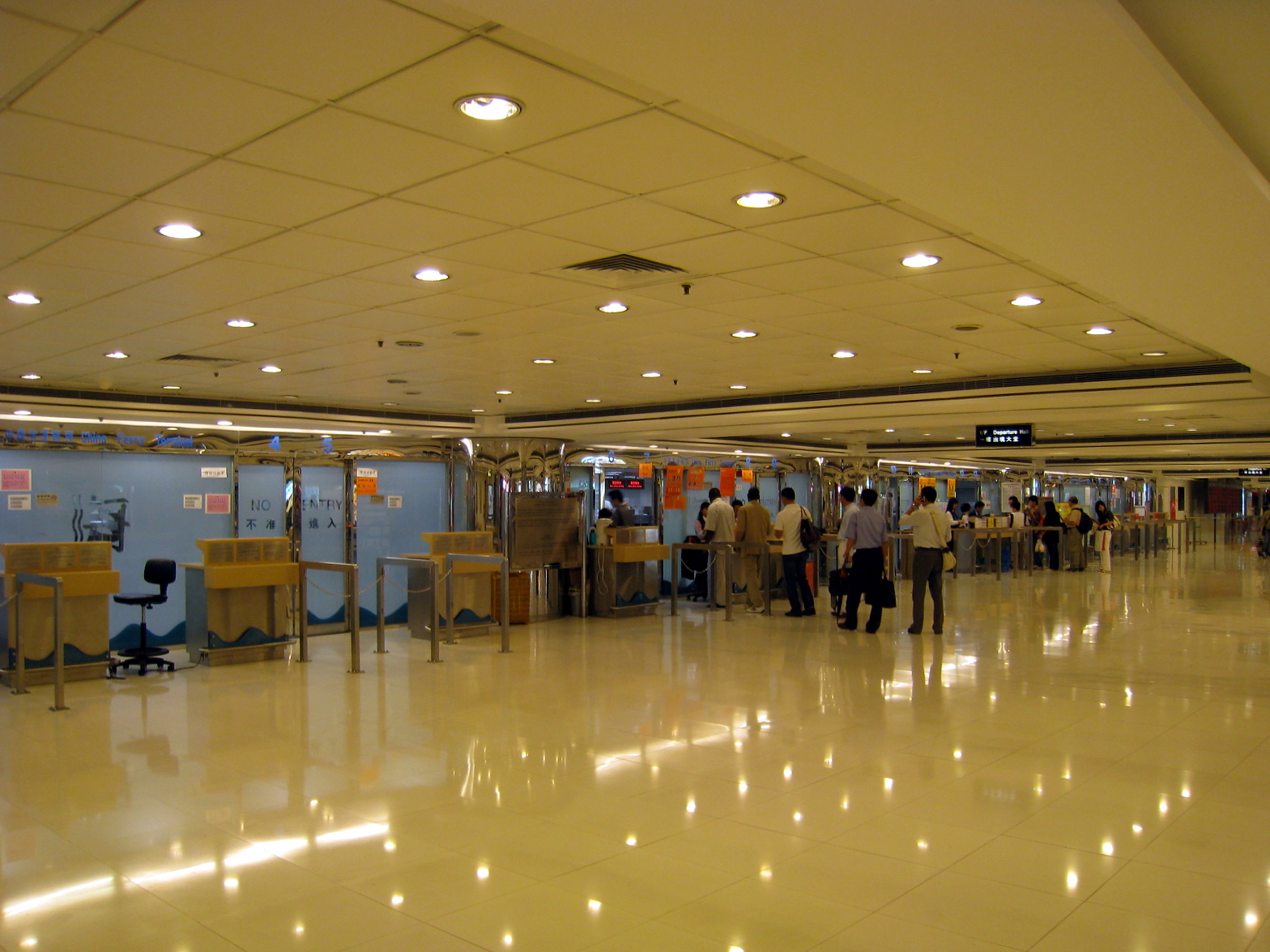
中港城離境大堂
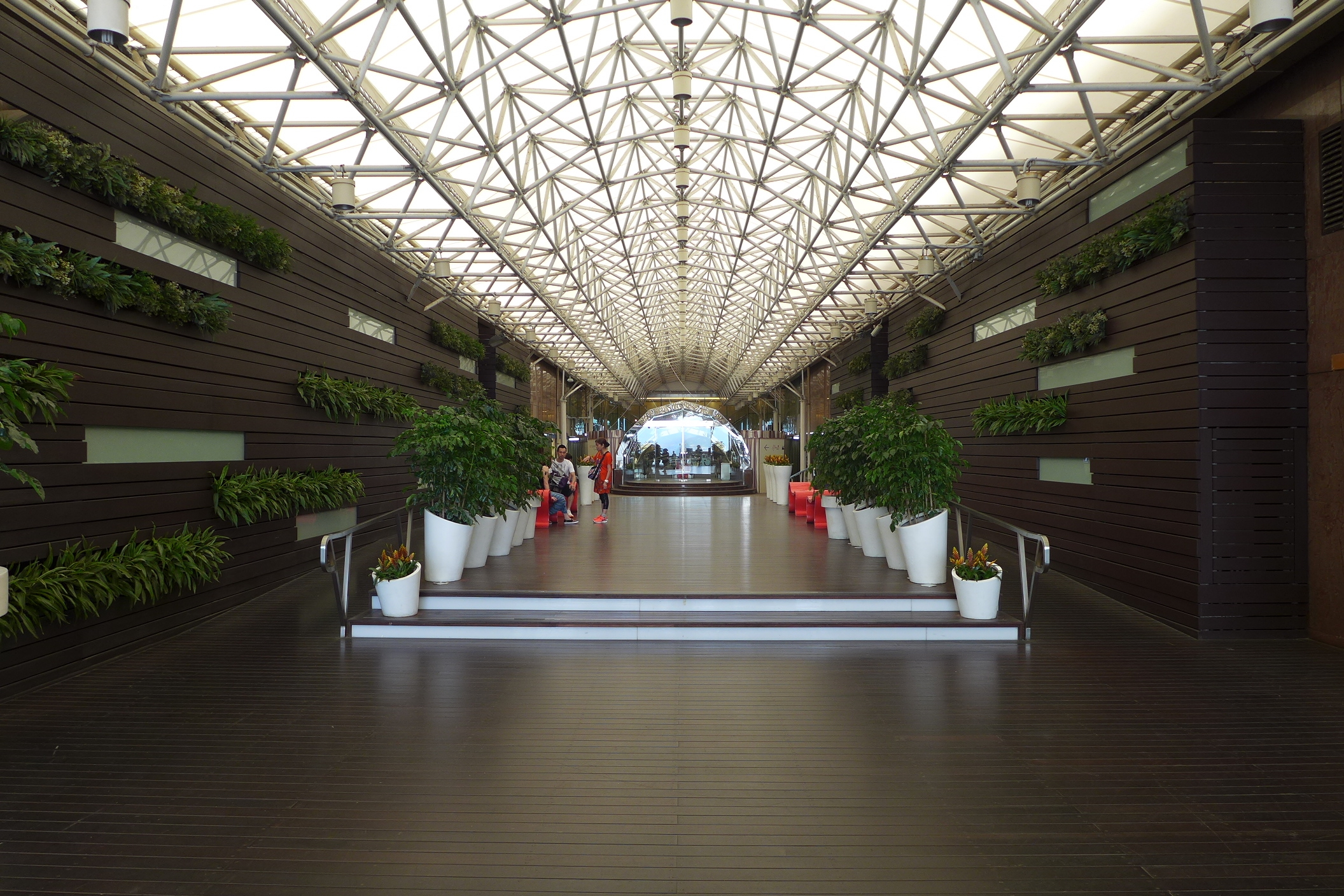
中港城5樓平台
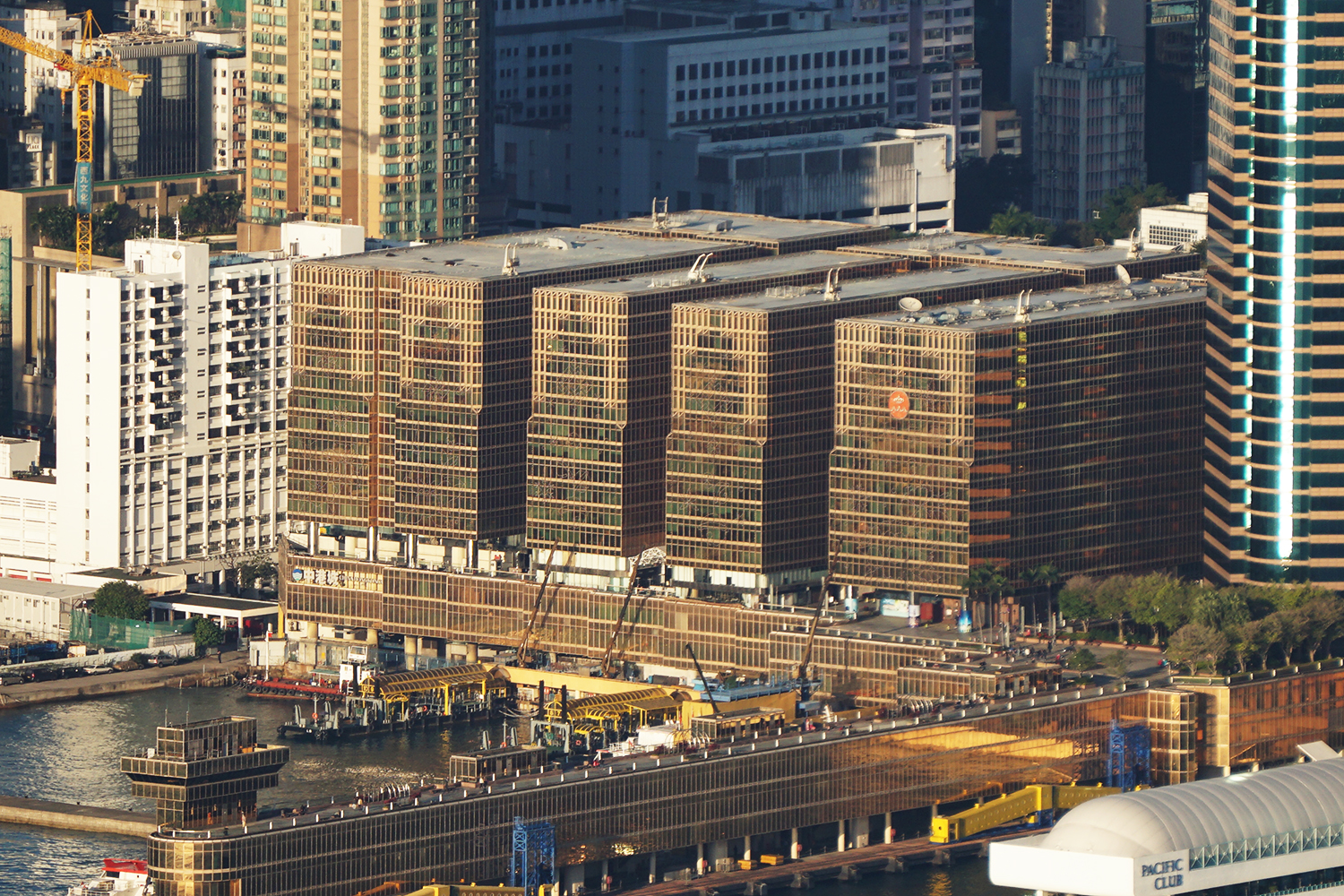
中港城及客運碼頭南面